# Гатище (Троянівський район)
Гатище (рос. Гатыще, пол. Hatyszcze) — колишній хутір у Руднє-Городищенській сільській раді Троянівського району Волинської округи Української СРР.

## Населення
Наприкінці 19 століття в селі налічувалося 106 мешканців, дворів — 19, у 1906 році — 108 мешканців, дворів — 19.

## Історія
Наприкінці 19 століття — село Троянівської волості Житомирського повіту Волинської губернії.
У 1906 році — хутір Троянівської волості (6-го стану) Житомирського повіту Волинської губернії. Відстань до губернського центру, м. Житомир, становила 26 верст, до волосного центру містечка Троянів — 6 верст. Найближче поштово-телеграфне відділення розміщувалося в Житомирі.
У 1923 році включене до складу новоствореної Руднє-Городищенської сільської ради, яка 7 березня 1923 року увійшла до складу новоутвореного Троянівського району Житомирської (згодом — Волинська) округи.
Виключене з обліку населених пунктів до 1 жовтня 1941 року.